# Ferdinand Wiethold
Ferdinand Wiethold (* 24. Dezember 1893 in Bocholt; † 17. April 1961 in Frankfurt am Main) war ein deutscher Rechtsmediziner und Hochschullehrer.

## Leben
Ferdinand Wiethold absolvierte nach der Reifeprüfung an den Universitäten Berlin, Bonn, Kiel, Münster und München ein Medizinstudium, das er 1918 mit Staatsexamen abschloss. An der Universität Frankfurt am Main wurde er 1920 zum Dr. med. promoviert. Seine Assistenzarztzeit verbrachte er nacheinander am Pathologischen Institut der Universität Frankfurt, am Preußischen Hygienischen Institut in Landsberg an der Warthe sowie an der Universitäts-Nervenklinik Rostock. Anschließend war er außerplanmäßiger Assistent am Gerichtsärztlichen Institut der Universität Breslau. Ab 1926 war er Assistent am Gerichtsmedizinischen Institut der Universität Bonn unter Victor Müller-Heß, wo er sich 1929 habilitierte. Mit seinem Lehrer Müller-Heß wechselte er 1930 an das Gerichtsmedizinische Institut der Charité und wurde dort im August 1932 zum außerordentlichen Professor ernannt.
Nach der Machtübergabe an die Nationalsozialisten wurde Wiethold 1933 Mitglied der SA. Wiethold äußerte 1934 über die Hitlerregierung, dass diese „nun in vorbildlicher Tatkraft […] Rassenpflege und Aufartung bewußt zu beherrschenden Gesichtspunkten der Staatsführung“ erhoben habe. Wiethold folgte im Juni 1935 einem Ruf an die Universität Kiel, wo er als Extraordinarius lehrte und das örtliche Institut für Gerichtliche Medizin leitete. Ab 1937 gehörte er der NSDAP an. Im Mai 1941 wechselte er auf den Lehrstuhl für gerichtliche Medizin an die Universität Frankfurt am Main und stand dem dortigen Institut für Gerichtliche Medizin als Direktor vor.
Nach dem Ende des Zweiten Weltkrieges wurde er 1945 durch die amerikanische Militärregierung seines Hochschulamtes enthoben. Da er durch seinen ehemaligen Lehrer Müller-Heß einen Persilschein erhielt, wurde Wiethold nach einem Spruchkammerverfahren im April 1948 als entlastet entnazifiziert. Im April 1949 konnte er als persönlicher Ordinarius auf seinen Lehrstuhl an der Universität Frankfurt zurückkehren und verblieb in dieser Funktion bis zu seinem Tod. Wiethold gehörte ab 1950 der medizinisch-juristischen Arbeitsgemeinschaft am privaten Institut für Sexualforschung von Hans Giese an und setzte sich in den 1950er Jahren für eine Liberalisierung des § 175 StGB ein.
Im Februar 1951 erstellte Wiethold für die sogenannten Frankfurter Homosexuellenprozesse ein Gutachten, in dem er Otto Blankenstein, den Kronzeugen der Prozessserie, als perversen und amoralischen Lügner diskreditierte.

## Schriften (Auswahl)
- Über Chordoma malignum. Med. Dissertation. Frankfurt 1920.
- Über Beweggründe und Ursachen der Sittlichkeitsverbrechen. Habilitationsschrift. Berlin 1929.